# Codo ... düse im Sauseschritt
Codo ... düse im Sauseschritt is een nummer van de Duits-Oostenrijkse gelegenheidsformatie Deutsch-Österreichisches Feingefühl (DÖF). Het is de eerste single van hun titelloze debuutalbum uit 1983 en werd in juni van dat jaar op single uitgebracht.

## Achtergrond
Inga van de Neonbabies, de zus van DÖF-lid Annette Humpe, nam het zingende deel van het nummer voor haar rekening. "Codo" kwam in juli 1983 in de Duitse hitlijsten terecht werd in zowel Duitsland als Oostenrijk een nummer 1-hit. In Zwitserland werd de 4e positie bereikt.
In Nederland was de plaat op vrijdag 26 augustus 1983 Veronica Alarmschijf op Hilversum 3 en werd ook hier een gigantische hit in de destijds drie landelijke hitlijsten op de nationale publieke popzender. De plaat bereikte de nummer 1-positie in de Nederlandse Top 40 en stond 8 weken genoteerd. Ook stond de plaat wekenlang op de nummer 1-positie genoteerd in de Nationale Hitparade en de TROS Top 50. In de Europese hitlijst op Hilversum 3, de TROS Europarade, werd de 6e positie bereikt.
In België bereikte de plaat eveneens de nummer 1-positie in zowel de voorloper van de Vlaamse Ultratop 50 als de Vlaamse Radio 2 Top 30. In Wallonië werd géén notering behaald. 

## Hitnoteringen

### Nederlandse Top 40
| Hitnotering: 03-09-1983 t/m 22-10-1983 | Hitnotering: 03-09-1983 t/m 22-10-1983 | Hitnotering: 03-09-1983 t/m 22-10-1983 | Hitnotering: 03-09-1983 t/m 22-10-1983 | Hitnotering: 03-09-1983 t/m 22-10-1983 | Hitnotering: 03-09-1983 t/m 22-10-1983 | Hitnotering: 03-09-1983 t/m 22-10-1983 | Hitnotering: 03-09-1983 t/m 22-10-1983 | Hitnotering: 03-09-1983 t/m 22-10-1983 | Hitnotering: 03-09-1983 t/m 22-10-1983 |
| Week                                   | 1                                      | 2                                      | 3                                      | 4                                      | 5                                      | 6                                      | 7                                      | 8                                      |                                        |
| -------------------------------------- | -------------------------------------- | -------------------------------------- | -------------------------------------- | -------------------------------------- | -------------------------------------- | -------------------------------------- | -------------------------------------- | -------------------------------------- | -------------------------------------- |
| Nummer                                 | 11                                     | 3                                      | 1                                      | 1                                      | 3                                      | 10                                     | 26                                     | 38                                     | uit                                    |

### Nationale Hitparade
| Hitnotering: 03-09-1983 t/m 29-10-1983 | Hitnotering: 03-09-1983 t/m 29-10-1983 | Hitnotering: 03-09-1983 t/m 29-10-1983 | Hitnotering: 03-09-1983 t/m 29-10-1983 | Hitnotering: 03-09-1983 t/m 29-10-1983 | Hitnotering: 03-09-1983 t/m 29-10-1983 | Hitnotering: 03-09-1983 t/m 29-10-1983 | Hitnotering: 03-09-1983 t/m 29-10-1983 | Hitnotering: 03-09-1983 t/m 29-10-1983 | Hitnotering: 03-09-1983 t/m 29-10-1983 | Hitnotering: 03-09-1983 t/m 29-10-1983 |
| Week                                   | 1                                      | 2                                      | 3                                      | 4                                      | 5                                      | 6                                      | 7                                      | 8                                      | 9                                      |                                        |
| -------------------------------------- | -------------------------------------- | -------------------------------------- | -------------------------------------- | -------------------------------------- | -------------------------------------- | -------------------------------------- | -------------------------------------- | -------------------------------------- | -------------------------------------- | -------------------------------------- |
| Nummer                                 | 17                                     | 2                                      | 1                                      | 1                                      | 1                                      | 2                                      | 7                                      | 28                                     | 45                                     | uit                                    |